# Christopher Ross
Christopher W.S. Ross (Quito, 3 de març de 1943) és un alt funcionari del Govern dels Estats Units i diplomàtic d'aquest país.
Entre gener de 2009 i març de 2017 fou l'enviat-representant del Secretari General de les Nacions Unides, Ban Ki-moon, per a la Missió de Nacions Unides pel Referèndum al Sàhara Occidental (MINURSO), en substitució del neerlandès Van Walsum.
Ross fou ambaixador dels Estats Units a Algèria i a Síria. El seu nomenament provisional per a la MINURSO es dugué a terme a finals d'agost de 2008, després de la dimissió forçada de Valsum com a conseqüència d'unes declaracions en les que considerava inviable el referèndum per a la zona. El nomenament provisional de Ross com a substitut fou acollit favorablement pel Front Polisario, Algèria, França, Espanya i els Estats Units, però no per Marroc, que va intentar obstaculitzar les seves actuacions. Passats uns mesos i sense el vistiplau oficial de Marroc, que veia amb preocupació el destí algerià de Ross, Ban Ki-moon el nomenà oficialment com el seu enviat-representant. El 6 de març de 2017 va anunciar la seva dimissió després d'haver intentat durant 8 anys resoldre el conflicte entre el Marroc i el Front Polisario.